# Pelugo
Pelugo é uma comuna italiana da região do Trentino-Alto Ádige, província de Trento, com cerca de 351 habitantes. Estende-se por uma área de 22 km², tendo uma densidade populacional de 16 hab/km². Faz divisa com Spiazzo, Massimeno, Daone, Montagne, Villa Rendena e Vigo Rendena.